# أبو الشتاء السطاتي
الشيخ  الفقيه أبو الشتاء بن عبد الله الكداني السطاتي الشاوي، المتوفى عام 1309 هجرية موافق ل 1892 م، تصدى للتدريس بمسجدالقصبة الإسماعيلية بمدينة سطات وخاصة في مواد التفسير والحديث مستحضرا ألفية العراقي، حج عام1289 /1872.

## نشأته
ولد في قرية كدانة بنواحي مدينة سطات إحدى بوادي منطقة الشاوية.

## مسيرته العلمية
يقول عنه صاحب (البذور الضاوية..): "..وهو من كبار علماء الشاوية وقضاتها، تصدى لخطة القضاء بمدينة سطات في عهد السلطان مولاي الحسن..كان خلال مدة دراسته بالزاوية الغازية بمدينة فضالة، من أنجب تلامذة شيخها الفقيه عبد الله بن علال الفضالي ومن أقربهم إلى نفسه.. كما أجازه شيخه السيد بن دحو الزموي.."
ذكر المنوني أنه أخذ عن مجموعة من كبار العلماء في عصره، ومنهم الشيخ محمد صالح بن التهامي بن المير الشرقاوي دفين سطات عام(1279/1861م)، وعالم أزمور الشيخ محمد بن أحمد بن دحو (ت 1284م)والشيخ سيدي العربي بن السايح والشيخ عبد الله الفضالي، درس على الأول في مسجد سيدي الغليمي ألفية العراقي في الاصطلاح كما سمع منه صحيح البخاري عدة مرات والشفا للقاضي عياض مرتين والموطأ مرة واحدة. ودرس على الأخير في المدرسة الغازية بمدينة فضالة(المحمدية حاليا).

## تلاميذه
- الشيخ محمد البجاج بن علي المزمزي البجاجي

## آثاره العلمية
له كُنَّاشَة مفيدة أخذ عنها العبدي الكانوني، وأوردها ابن سودة في دليله.

## المصدر
1. ↑  كُنَّاشَة: مجموعة أوراق كالدفتر تقيد فيها الفوائد والشوارد وغيرها. انظر: المعجم الوسيط، مجمع اللغة العربية في القاهرة، مادة: الكُنَّاشَة.